# Bobsleigh nos Jogos Olímpicos de Inverno de 1992
O bobsleigh nos Jogos Olímpicos de Inverno de 1992 consistiu de dois eventos realizados na pista de bobsleigh e luge de La Plagne, localizada a 70 quilômetros de Albertville, na França, a cidade-sede das Olimpíadas.

## Medalhistas
| Evento           | Ouro                                                                              | Prata                                                                         | Bronze                                                                        |
| ---------------- | --------------------------------------------------------------------------------- | ----------------------------------------------------------------------------- | ----------------------------------------------------------------------------- |
| Duplas detalhes  | Suíça I Gustav Weder Donat Acklin SUI Suíça                                       | Alemanha I Rudi Lochner Markus Zimmermann GER Alemanha                        | Alemamha II Christoph Langen Hans Eger GER Alemanha                           |
| Equipes detalhes | Áustria I Ingo Appelt Harald Winkler Gerhard Haidacher Thomas Schroll AUT Áustria | Alemanha I Wolfgang Hoppe Bogdan Musiol Axel Kühn René Hannemann GER Alemanha | Suíça I Gustav Weder Donat Acklin Lorenz Schindelholz Curdin Morell SUI Suíça |

## Quadro de medalhas
| Ordem | País         | Medalha de ouro | Medalha de prata | Medalha de bronze |   |
| ----- | ------------ | --------------- | ---------------- | ----------------- | - |
| 1     | SUI Suíça    | 1               |                  | 1                 | 2 |
| 2     | AUT Áustria  | 1               |                  |                   | 1 |
| 3     | GER Alemanha |                 | 2                | 1                 | 3 |
| TOTAL | TOTAL        | 2               | 2                | 2                 | 6 |